# 無人車站 (岩佐美咲單曲)
《無人車站》（日语：無人駅）是日本演歌歌手、同時也是女子偶像團體AKB48成員岩佐美咲的首張獨唱單曲。於2012年2月1日由德間日本文化传播發行。

## 概要
分為「初回限定盤」、「通常盤」2種形式發售。CD的封面写真是以雪景的無人車站穿和服的岩佐美咲佇立的情緒完成。
是繼AKB48的板野友美、前田敦子第3個人正式主流出道，但是是第一個演歌歌手。
音樂影片在秋田縣的秋田内陆纵贯铁道秋田内陸線奥阿仁车站攝影。

## 收錄曲

### 初回限定盤
1. 無人車站 [3:26]
（作詞：秋元康、作曲：久地万里子、編曲：野中“まさ”雄一）
2. HEAVY ROTATION〈演歌版本〉 [4:02]
（作詞：秋元康、作曲：山崎燿、編曲：野中“まさ”雄一）
3. 給我一雙翅膀 [3:59]
（作詞：山上路夫、作曲：村井邦彦、編曲：伊戸のりお）
4. 瀨戶的新娘 [3:37]
（作詞：山上路夫、作曲：平尾昌晃、編曲：伊戸のりお）
5. 無人車站（卡拉OK）
6. HEAVY ROTATION〈演歌版本〉（卡拉OK）
7. 給我一雙翅膀（卡拉OK）
8. 瀨戶的新娘（卡拉OK）

DVD
1. 「無人駅」MUSIC VIDEO
2. 岩佐美咲 HISTORY MOVIE
3. 無人駅 MAKING VIDEO
4. 岩佐美咲CD初演祝賀評論from AKB48
  - 祝賀評論出演成員

Team A：多田愛佳、大家志津香、小嶋陽菜、指原莉乃、高橋みなみ、仲川遥香、中田ちさと、仲谷明香、前田敦子、前田亞美、松原夏海
Team K：秋元才加、板野友美、大島優子、菊地あやか、田名部生来、野中美鄉、松井咲子
Team B：石田晴香、柏木由紀、小森美果、佐藤すみれ、鈴木まりや、平嶋夏海、渡邊麻友

### 通常盤
1. 無人車站
2. 歸鄉〈岩佐美咲 版本〉 [5:31]
（作詞：秋元康、作曲：上杉洋史、編曲：梅堀淳）
3. 瀨戶的新娘
4. 無人車站（Karaoke）
5. 歸鄉〈岩佐美咲バージョン〉（Karaoke）
6. 瀨戶的新娘 （Karaoke）

## 外部連結
- 徳間ジャパンコミュニケーションズ 岩佐美咲介紹網站 （页面存档备份，存于）